# Чемпионат мира по спортивной гимнастике 1983
22-й Чемпионат мира по спортивной гимнастике проходил в 1983 году в Будапеште (Венгрия).

## Общий медальный зачёт
| Место | Страна       | Золото | Серебро | Бронза | Всего |
| ----- | ------------ | ------ | ------- | ------ | ----- |
| 1     | СССР         | 9      | 5       | 1      | 15    |
| 2     | Китай        | 3      | 2       | 4      | 9     |
| 3     | Румыния      | 1      | 5       | 2      | 8     |
| 4     | Япония       | 1      | 1       | 2      | 4     |
| 5     | ГДР          | 1      | 0       | 2      | 3     |
| 6     | Болгария     | 1      | 0       | 1      | 2     |
| 7     | Франция      | 0      | 1       | 0      | 1     |
| 7     | Венгрия      | 0      | 1       | 0      | 1     |
| 7     | Чехословакия | 0      | 1       | 0      | 1     |

## Медалисты

### Мужчины
| Дисциплина                | Золото                                                                 | Серебро | Бронза |
| Командное многоборье      | Китай · Тун Фэй · Ли Нин · Лоу Юнь · Сюй Чжицян · Ли Сяопин · Ли Юэцзю | СССР · Дмитрий Билозерчев · Артур Акопян · Александр Погорелов · Юрий Королёв · Владимир Артёмов · Богдан Макуц | Япония · Кодзи Гусикэн · Кодзи Сотомура · Нобуюки Кадзитани · Мицуакэ Ватанабэ · Норитоси Хирата · Синдзи Морисуэ |
| Индивидуальное многоборье | Дмитрий Билозерчев СССР                                                | Кодзи Гусикэн Япония                                                                                            | Лоу Юнь Китай Артур Акопян СССР                                                                                   |
| Вольные упражнения        | Тун Фэй Китай                                                          | Дмитрий Билозерчев СССР                                                                                         | Ли Нин Китай |
| Конь                      | Дмитрий Билозерчев СССР                                                | Ли Сяопин Китай Дьёрдь Гучоги Венгрия                                                                           | не присуждалась                                                                                                   |
| Кольца                    | Кодзи Гусикэн Япония Дмитрий Билозерчев СССР                           | не присуждалась                                                                                                 | Ли Нин Китай |
| Опорный прыжок            | Артур Акопян СССР                                                      | Ли Нин Китай | Бернд Йенш ГДР |
| Параллельные брусья       | Лоу Юнь Китай Владимир Артёмов СССР                                    | не присуждалась                                                                                                 | Кодзи Сотомура Япония Тун Фэй Китай                                                                               |
| Перекладина               | Дмитрий Билозерчев СССР                                                | Филипп Ватуон Франция Александр Погорелов СССР                                                                  | не присуждалась                                                                                                   |

### Женщины
| Дисциплина                | Золото | Серебро | Бронза                                                                                               |
| Командное многоборье      | СССР · Ольга Бичерова · Татьяна Фролова · Ольга Мостепанова · Наталья Ильенко · Альбина Шишова · Наталья Юрченко | Румыния · Лавиния Агаке · Мирела Барбэлатэ · Лаура Кутина · Симона Ренчиу · Михаэла Стэнулец · Екатерина Сабо | ГДР · Макси Гнаук · Габриэле Фенрих · Астрид Хезе · Диана Мораве · Сильвия Рау · Беттина Шифердеккер |
| Индивидуальное многоборье | Наталья Юрченко СССР                                                                                             | Ольга Мостепанова СССР                                                                                        | Екатерина Сабо Румыния                                                                               |
| Опорный прыжок            | Бориана Стоянова Болгария                                                                                        | Лавиния Агаке Румыния Екатерина Сабо Румыния                                                                  | не присуждалась                                                                                      |
| Разновысокие брусья       | Макси Гнаук ГДР                                                                                                  | Лавиния Агаке Румыния Екатерина Сабо Румыния                                                                  | не присуждалась                                                                                      |
| Бревно                    | Ольга Мостепанова СССР                                                                                           | Гана Рицна Чехословакия                                                                                       | Лавиния Агаке Румыния                                                                                |
| Вольные упражнения        | Екатерина Сабо Румыния                                                                                           | Ольга Мостепанова СССР                                                                                        | Бориана Стоянова Болгария                                                                            |